# 弗吉尼亚方案
弗吉尼亚方案（英語：Virginia Plan）也称伦道夫方案（英語：Randolph Plan）或大州方案（英語：Large-State Plan），是由当时的弗吉尼亚州州长埃德蒙·伦道夫于1787年5月29日在美國费城召开的美利坚合众国制宪会议上正式提出的一套新联邦政府的组建方案，这一方案中最主要的特点就是设计了一个强大的两院制立法部门。该方案主要是由美国开国元勋詹姆斯·麦迪逊在等待其他代表到达期间所设计，并且也是唯一一个被大会中多数代表所接受而成为最终所制订出的宪法的基础，之后的整个会议最主要的工作日程就是对这一方案进行讨论和修改。因此，詹姆斯也被称为是美国宪法之父。

## 主要内容

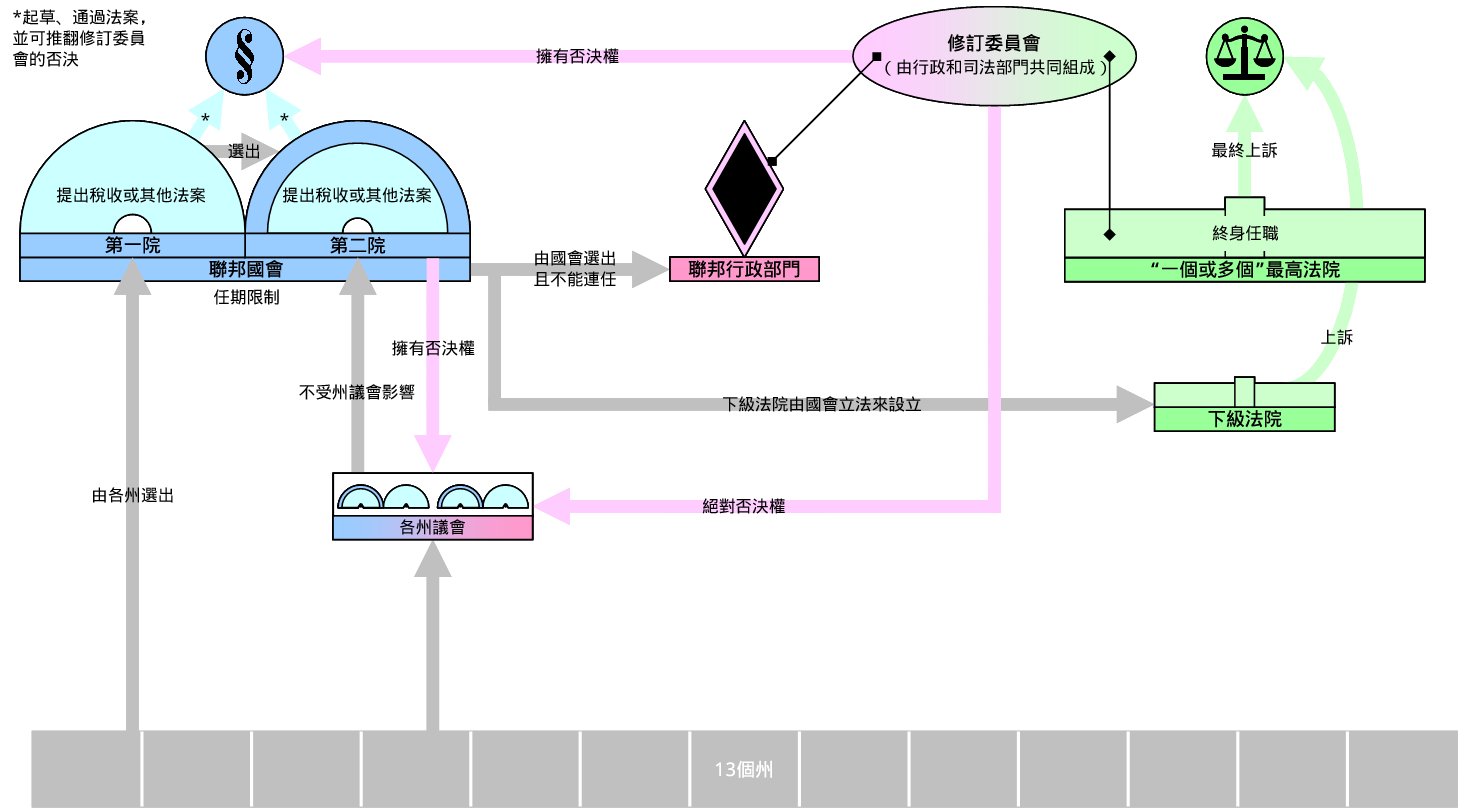
弗吉尼亞方案

弗吉尼亚方案提出设置了一个两院制的立法部门，其中的下院议员既可以被罢免选举，也有任期限制。每个州在国会的代表人数将按其纳税数额或自由人口数的所占比例来进行分配。因此人口较多的州如弗吉尼亚（当时是13个州中人口最多的），就将比人口较少的州拥有更多的代表数额，相应的权力也就越强。人口较多的州都偏向支持这一方案，但人口较少的州则反对，并且在6月15日时由新泽西州的代表提出了新泽西方案，该方案主要是针对弗吉尼亚方案而设计，与之前《邦联条例》的内容更为类似，每个州无论人口数额，在国会都是一票表决权。最终，制宪会议采纳了将这两种方案折衷的康涅狄格妥协，分别建立了各州代表数按人口分配的联邦众议院和各州代表数完全相等的联邦参议院。
除此之外弗吉尼亚方案中还设计了许多其它的内容，如将联邦政府设立为三大分支：立法、行政和司法。立法部门中的一院的议员由公民选举，而第二院的议员则由第一院选举，行政官员则由立法部门指派且不得连任。国会可以否决州议会的立法，而行政部门与司法部门可以组成“修订委员会”来否决国会和州议会的立法，其中否决国会的立法，国会可以再以三分之二多数推翻，但否决州议会的立法就将是最终否决。另外，除最高法院外的联邦法院均由国会设立。

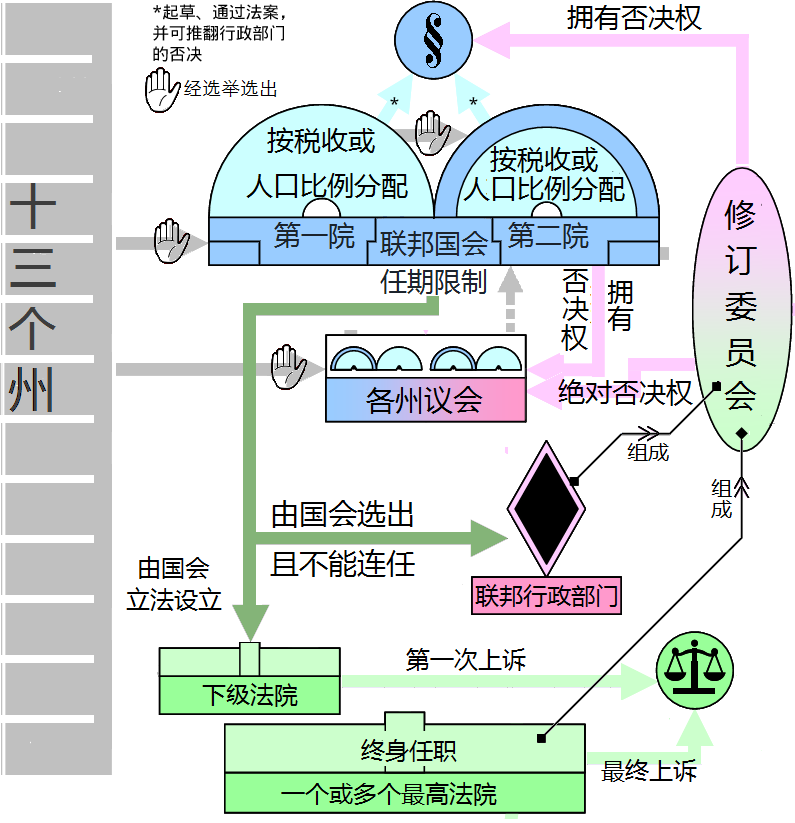
弗吉尼亚方案